# 1742 w muzyce
Wydarzenia muzyczne w 1742 roku.

## Urodzili się
- 8 maja – Johann Baptist Krumpholz, czeski harfista i kompozytor (zm. 1790)
- 19 lipca – Jean-Baptiste Davaux, francuski kompozytor (zm. 1822)

## Zmarli
- 1 lipca – Bohuslav Matěj Černohorský, czeski kompozytor i organista (ur. 1684)
- 12 lipca – Evaristo Dall’Abaco, włoski skrzypek, wiolonczelista i kompozytor (ur. 1675)
- 25 sierpnia – Carlos Seixas, portugalski kompozytor (ur. 1704)

## Muzyka poważna
- Carl Philipp Emanuel Bach – „Sonaty Wirtemberskie” (Wurtembergische Sonaten)

## Opera
- Carl Heinrich Graun – Cesare e Cleopatra
- Niccolò Jommelli – Don Chichibio
- Gennaro Manna – Tito Manlio